# دانييل كاسباري
دانييل كاسباري (بالألمانية: Daniel Caspary )‏ (و. 1976  م) هو سياسي ألماني، ولد في كارلسروه، هو عضوٌ في الاتحاد الديمقراطي المسيحي.

## مناصب
تولى منصب عضو في البرلمان الأوروبي (منذ 25 مايو 2014)
- عضو في البرلمان الأوروبي (14 يوليو 2009–30 يونيو 2014)[3]
- عضو في البرلمان الأوروبي (20 يوليو 2004–13 يوليو 2009).[3]

## التعليم
تعلم في معهد كارلسروه للتكنولوجيا.